# ホンダ・スペイシー
スペイシー (SPACY) は、本田技研工業がかつて製造販売したオートバイのシリーズ商標である。

## 概要
シリーズとして排気量別に数車種が販売されていたが、共通項として4ストロークSOHC単気筒エンジンを搭載するスクーターである。

### 開発の経緯
1980年に本田技研工業としては初のステップスルースクーターのタクトが発売されると、1年で38万台をセールスする爆発的ヒット商品となり、バリエーションの拡大ならびに派生車種の多数設定が行われたが、それらはいずれも低コスト・小排気量でも高出力を得やすい特性・シンプルな構造ゆえの軽量な点で2ストロークエンジンを搭載するモデルであった。一方で4ストロークエンジンのもつ経済性・静粛性・耐久性を要望する声もあり、近未来感覚のスタイリングを併せ持つスクーターとして開発されたのが本シリーズである。
なお発売当時の1982年時点では、本田技研工業としては1963年に生産終了したM85型ジュノオ 以来かつ日本国内では唯一の4ストロークエンジンを搭載するスクーターである。

## モデル別解説
本項では排気量別に解説を行う。

### スペイシー50
1982年5月7日発表、同月13日発売。型式名AF02。正式車名はスペイシー の排気量49ccエンジンを搭載する原動機付自転車である。
最大の特徴でもあるAF02E型強制空冷4ストローク単気筒エンジンは、1981年発表のスーパカブC50に投入されたエコノパワー技術も活用。その結果として内径x行程=39.0×41.4（mm）から、最高出力5.0ps/9,000rpm・最大トルク0.42kg-m/7,500rpm・30km/h定地走行テスト値110km/Lのスペックをマークする。また変速機も当時としても異例な自動遠心クラッチ式3速フルオートマチックトランスミッションを搭載するほか、始動方式はセル・キック併用である。
車体も近未来的イメージな直線基調のデザインを採用し、独自構造のボディ一体キー付フロントトランクは容量こそ少ないものの12インチLPレコードの収納を可能とした本モデルは、年間販売目標を240,000台に設定し、以下の標準販売価格でグレード展開が行われた。
- デラックス：159,000円
- カスタム：176,000円

カスタムは、液晶デジタルスピードメーター&エコノモニター・ツートーン電子ウインカーアラーム・電圧計・トリップメーター・スピードオーバー警告インジケーター・ハロゲンヘッドライト・コムキャストホイールを装備する上級グレードとしての設定である。 　
1984年2月14日発表、同月15日発売で以下のマイナーチェンジを実施。
- グレード展開を廃止し標準販売価格179,000円とする
- 変速機をVベルト式無段変速機へ変更
- デジタルスピードメーターを廃止し指針式アナログメーターへ変更
- 先端部のウインカー・ポジション一体型を別体型に変更　それに伴いウインカー部はライトカウルに新設　ポジション部はレンズをアンバー色からスモーク色に変更
- 年間販売目標を50,000台に縮小

1986年に生産終了。

### スペイシー80
1982年10月15日発表、同月16日発表。型式名HF02。スペイシー50をベースにエンジンの排気量を76ccにアップしたHF02E型エンジンを搭載する2人乗り可能なモデルで、最高出力6.5ps/7,500rpm・最大トルク0.66kg-m/6,000rpm・50km/h定地走行テスト値72km/Lのスペックをマークする小型自動二輪車である。
スペイシー50カスタムと同デザインや液晶メーターも採用されるが、タイヤサイズを10インチながら幅を50の3.00から3.50へ拡大。本モデルは単一グレード展開とした上で、年間販売目標を24,000台に設定。標準販売価格は199,000円とした。
1985年4月25日、同月26日発売で以下のマイナーチェンジを実施。
- 排気量79ccのHF03E型エンジンに変更
- 型式名もHF03へ変更
- 標準販売価格209,000円に改訂[注 6]
- タンデムステップ位置と取付ステー部形状の変更　それに伴いサイドモールの形状も変更
- 年間販売目標を24,000台に設定

1986年に日本国内向け仕様は生産中止となったが、海外向け輸出仕様は生産が継続され2009年頃まで基本設計も引き継いだElite80（エリート80）の車名で北米を中心に販売された。

### スペイシー100
2003年9月12日発表、同月13日発売。型式名は平成11年自動車排出ガス規制適応モデルのためBC-JF13。1997年に本田技研工業が発表した二輪車エンジン4ストローク化方針 に伴い生産終了となったリード100のフルモデルチェンジ車的モデルで、中華人民共和国広東省広州市の現地法人五羊-本田摩托(広州)有限公司（Wuyang-Honda Motors (Guangzhou) Co., Ltd.）が製造し、本田技研工業が輸入事業者となり、年間販売目標17,000台ならびに標準販売価格199,000円（消費税5%抜）で販売された。
車体はアンダーボーンフレームに内径x行程=50.0×52.0（mm）・排気量102cc・圧縮比9.0・最高出力7.1ps〔5.2kw〕/7,500rpm・最大トルク0.8kg-m〔7.8N・m〕/5,000rpm・60km/h定地走行テスト値45km/LのスペックをマークするJF13E型エンジンを搭載する。
サスペンションは、キャスター角27°/トレール量75mmに設定した前輪テレスコピック/後輪ユニットスイングとし、タイヤホイールサイズは90／90-12 44J（前）/100／90-10　56J（後）、ブレーキは前輪が油圧式シングルディスク/後輪が機械式リーディング・トレーリングであるが、後輪操作だけで前後輪へ適切に制動力を連動配分するコンビブレーキを搭載する。
2005年9月29日発表、同月30日発売で標準販売価格200,000円（消費税5%抜）への改定ならびにカラーリングの変更、2007年2月5日発表、同月6日発売でブレーキキャリパーならびにリヤキャリアのブラクアウト化・ロゴマーク・カラーリング変更 のマイナーチェンジを実施したが、燃料供給がキャブレターでは平成19年自動車排出ガス規制に適応させることが難しいことから、継続生産期限の2008年9月をもって日本国内向け仕様の生産を終了。後継として五羊-本田摩托(広州)有限公司が2006年から製造販売するPGM-FI電子制御式燃料噴射装置・三元触媒内蔵マフラー搭載のSCR110（中国名：佳御）をベースに日本国内の法規に適合させた型式名EBL-JF19/車名リードへモデルチェンジされた。

### スペイシー125
125ccクラスでは3代に渡り生産販売された。本項では型式別に解説を行う。

#### 初代 (JF02)
1983年3月7日発表、同月10日発売。型式名JF02。正式車名はスペイシー125ストライカー（SPACY 125 STRIKER）である。
前ボトムリンク/後ユニットスイングのサスペンション・前後ドラムブレーキ・10インチタイヤの構成・基本的デザイン・液晶デジタルメーターパネルは先行発売されていた50・80を踏襲するが、二輪車としては世界初となる自動収納式リトラクタブル・ヘッドライトを搭載。また内径x行程=56.5×49.5（mm）・排気量124ccから、最高出力11.0ps/7,500rpm・最大トルク1.1kg-m/6,500rpm・50km/h定地走行テスト値64km/LのスペックをマークするJF02E型エンジンは、始動はセルフ式のみとし、冷却方式を水冷に変更した上でラジエーターからの放熱を足元へ送る機能も装備されるなどより差別化された。
なお年間販売目標は20,000台ならびに標準販売価格は278,000円とされた。
1985年8月7日発表、同月8日発売のマイナーチェンジでは、液晶メーターを廃止し通常の指針式へ変更・オプションだったリヤキャリアを標準装備化などのを実施。年間販売目標は5,000台ならびに標準販売価格は289,000円へ改訂された
また本型式は海外向け輸出仕様はElite125としたほか、エンジンのシリンダー内径を拡大し排気量を149ccとしたElite150 が製造された。

#### 2代目 (JF03)
1987年2月4日発売、同月5日発売。型式名JF03。JF02型からのフルモデルチェンジ車で車名からはサブネームのストライカーが消滅したが、基本コンポーネンツならびに設計はキャリーオーバー、エンジンは内径x行程=52.4×57.8（mm）・圧縮比10.3のJF03E型へ変更されたものの最高出力・最大トルクのスペックは同じで50km/h定地走行テスト値が64.7km/Lへ向上した程度である。また年間販売目標5,000台ならびに標準販売価格289,000円も継続した。
ただし車体面では、特徴的だったリトラクタブル・ヘッドライトを廃止し一般的な固定式としたほか、外装を曲線基調のエアロフォルムデザインとした。
1992年・1993年・1994年にカラーリング変更のマイナーチェンジを実施しており、1993年のマイナーチェンジでは自動二輪車のヘッドライト常時点灯義務化により点灯スイッチ廃止を併せて実施した。

#### 3代目 (JF04)
1995年8月4日発表、同月22日発売。型式名JF04。JF03型から以下の変更を施したフルモデルチェンジ車である。
- エンジンの冷却方式を水冷から空冷に変更
- 圧縮比を10.3→9.5へ変更
  - このため型式名をJF04Eへ変更
- フロントブレーキをワイヤー式リーディング・トレーリングから油圧式シングルディスクへ変更
- シート下に容量20Lのメットインスペースを設置
- 前後ホイールをスチール製からアルミ合金製へ変更

年間販売目標は6,000台ならびに標準販売価格314,000円（消費性5%抜）とされた。
またカラーリング変更を除いたマイナーチェンジは以下の3回が実施された。
2000年11月16日発表 同月17日発売
- 平成11年自動車排出ガス規制への適応
  - 型式名BC-JF04へ変更
  - エキゾースト・エアインジェクションシステム（二次空気導入装置）を装着
  - 最高出力10ps〔7.6kw〕/7,500rpm・最大トルク1.0kg-m〔10N・m〕/6,500rpmへダウン
- 盗難抑止に効果的な強化ハンドルロック機構・強化キーシリンダー・直結始動防止回路を採用
- 年間販売目標は5,000台ならびに標準販売価格[注 15]319,000円（消費税5%抜）へ改訂

2002年9月26日発表 同月27日発売
- 前後輪連動のコンビブレーキを搭載
- 標準販売価格[注 16]319,000円（消費税5%抜）へ改訂

2005年4月28日発表 同月23日発売
- 普通自動二輪車小型オートマチック限定運転免許用教習車スペイシー125（教習車仕様）を追加[注 17]
- 年間販売目標は5,000台ならびに標準販売価格350,000円（消費税5%抜）

2003年9月以降は上述したスペイシー100と併売されたが、同様の理由により2008年9月をもって生産終了。